# Punta di Tschampono
La Punta di Tschampono (in Greschòneytitsch, Tschampònòhòre - 3.233 m s.l.m.) è una vetta delle Alpi Pennine, nei Contrafforti valsesiani del Monte Rosa facente parte del massiccio del Corno Bianco e situata alla testata del vallone del torrente omonimo (in lingua walser, Tschampònòbach).

## Conformazione
La vetta si presenta con tre versanti rocciosi e con una cima tozza e pianeggiante, è divisa a nord dalla Punta di Nétschò attraverso la Bocchetta di Nétschò (in walser Nétschòfòrkò - 3107 m), e a sud dal Corno Carro (in walser Charròhòre) attraverso il Passo di Rissuolo (2930 m). La parete più sviluppata è la Nord, in territorio valdostano, è verticale per 400 m e alla base si trova un piccolo ghiacciaio, il Ghiacciaio di Nétschò.
La parete Est valsesiana è leggermente meno sviluppata ed è percorsa da cima a fondo da uno stretto canale; in questo canale si sviluppa la via normale. La terza parete (Sud-Ovest) è detritica e molto franosa, oltre a essere la meno sviluppata. In cima è posta una campana e il libro di vetta. Il panorama è amplissimo e solo in parte occluso dal Corno Bianco.

## Valli
Da questa vetta si dipartono tre vallate:
- Il Vallone di Rissuolo, in territorio valsesiano, in Val Vogna;
- Il Vallone di Tschampònò, scende a Ovest fino al comune di Gressoney-Saint-Jean;
- Il Vallone di Spisse (in titsch, Spissiòcoll), che raggiunge il lago Gabiet.

## Ascensione

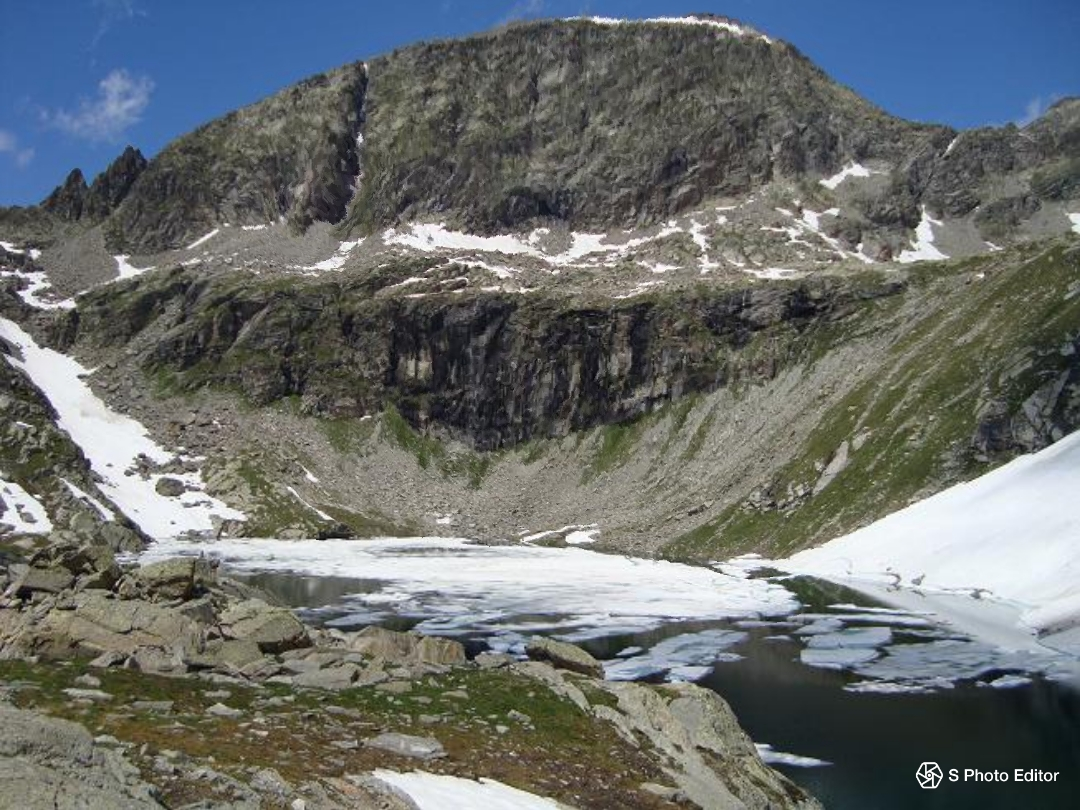
Il versante valsesiano. Si nota il canalino su cui si sviluppa la via normale.

La via normale alla vetta parte da Sant'Antonio, in Val Vogna; si percorre il sentiero per il rifugio abate Antonio Carestia fino a raggiungerlo, poi si prosegue nel vallone di Rissuolo incontrando i laghi Bianco e Nero, da quest'ultimo (2667 m) ci si stacca dai sentieri per continuare su detriti fino all'imbocco del canalino, che è molto scivoloso e umido. Si percorre il canale quasi totalmente uscendo sulla destra prima di un risalto strapiombante (passaggio chiave); una volta usciti si continua in leggera salita su detriti fino alla vetta. Per tutta la salita si calcolano 6 h, è consigliabile partire molto presto o pernottare al Rifugio Carestia.

## Laghi
- Lago Nero (Valsesia)
- Lago Bianco (Valsesia)
- Lago Verde (Valsesia)

## Rifugi e bivacchi
- Rifugio abate Antonio Carestia
- Bivacco Carlo Gastaldi